# Jagdgeschwader 233
A Jagdgeschwader 233 foi uma asa de caças da Luftwaffe, durante a Alemanha Nazi. Operou aviões de caça Messerschmit Bf 109. Foi formado no dia 1 de novembro de 1938 em Bad Aibling, a partir do I./JG 135. No dia 1 de maio de 1939 a unidade foi redesignada I./JG 51.